# Eskimoskie wyrazy na śnieg

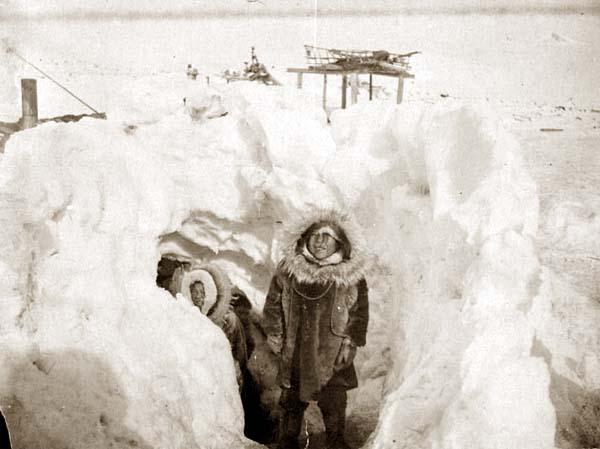
Inuici pośród śniegu (1900)

Założenie, jakoby w językach eskimoskich (w szczególności językach jupik i inuickich) występował wyjątkowo obszerny zasób wyrazów na określenie śniegu, zostało wpierw luźno powiązane z badaniami antropologa Franza Boasa. Później teza ta była promowana przez jego ucznia, Benjamina Whorfa. Zakorzeniła się jako stereotyp myślowy i legenda miejska, a dokładniej jako popularny argument na słuszność kontrowersyjnej hipotezy Sapira-Whorfa (relatywizmu językowego), która zakłada, że cechy i struktura języka kształtują sposób postrzegania świata wśród jego użytkowników. Skrajna postać hipotezy została w dużej mierze odrzucona, choć podstawowe założenie, że języki eskimoskie mają o wiele więcej wyrazów podstawowych na określenie śniegu niż język angielski, zostało potwierdzone przez jedno badanie z 2010 roku.

## Przegląd zagadnienia
W dyskusjach nt. różnic językowych często przywołuje się przykład eskimoskich wyrazów na śnieg, jako świadectwo zakorzenienia języka w kulturach różnych społeczności i odzwierciedlania przez język warunków cywilizacyjnych, w tym klimatycznych. Z tych właśnie powodów ma zachodzić potrzeba rozróżnienia językowego między zjawiskami właściwymi i istotnymi dla danej kultury (w tym przypadku rodzajami śniegu w języku Eskimosów). Nie istnieje jednak jeden język eskimoski; różne grupy Inuitów posługują się odrębnymi, geograficznie rozproszonymi językami. Z perspektywy typologii są to języki polisyntetyczne – ich cechą znamienną są długie wyrazy złożone z licznych morfemów.
Franz Boas nie sformułował twierdzeń ilościowych, lecz zwrócił uwagę, że liczba rdzeni wyrazowych określających śnieg w językach eskimo-aleuckich zasadniczo się nie różni od liczby takich rdzeni w języku angielskim. Specyfika tych języków ma jednak umożliwiać modyfikowanie rdzeni na większą liczbę sposobów, a co za tym idzie – tworzenie większej liczby słów. Znaczna część toczącej się debaty jest zatem uzależniona od interpretacji pojęć takich jak „słowo” i „rdzeń wyrazowy”.
W 1986 roku lingwistka Laura Martin przeprowadziła powtórną analizę tezy. Prześledziwszy historię twierdzenia badaczka uznała, że jego rozpowszechnienie odwróciło uwagę od poważnych badań nad relatywizmem językowym. Geoffrey Pullum w polemiczny sposób skrytykował tę samą tezę, a proces, w ramach którego powstał ten „mit”, określił mianem wielkiej eskimoskiej mistyfikacji leksykalnej (Great Eskimo Vocabulary Hoax) . Pullum argumentował, że tożsamość liczby rdzeni oznaczających „śnieg” w językach eskimoskich i angielskim wskazuje na brak różnicy w wielkości repertuarów słownikowych na określenie tego zjawiska atmosferycznego. Inni specjaliści w zakresie języków eskimoskich oraz eskimoskiej wiedzy na temat śniegu, zwłaszcza w dziedzinie lodu morskiego, kwestionują ten pogląd i bronią pracy badawczej Boasa wśród Inuitów z Ziemi Baffina .
W językach inuickich i jupickich dodaje się przyrostki do słów, aby wyrazić pojęcia, które w wielu innych językach świata są wyrażane przy użyciu złożonych słów, zwrotów, niekiedy całych zdań. W językach eskimoskich można utworzyć właściwie nieograniczoną liczbę nowych wyrazów na jakikolwiek temat, choć do wyrażenia tego samego inne języki wykorzystałyby połączenia wyrazowe. Porównywanie liczby słów między różnymi językami traci zatem sens w przypadku, gdy zestawiane ze sobą języki mają różne struktury gramatyczne .
Z drugiej strony niektórzy antropologowie twierdzą, że Boas, który przebywał wśród ludności Ziemi Baffina i nauczył się miejscowego języka, wziął pod uwagę polisyntetyczny charakter języka i w swoim opisie uwzględnił „tylko słowa wyrażające znaczące rozróżnienia”.
Badania nad językami saamskimi (lapońskimi) w Norwegii, Szwecji i Finlandii dowodzą, że języki te zawierają przynajmniej 180 słów powiązanych ze śniegiem bądź lodem oraz aż 300 różnych słów na określenie rodzajów śniegu, śladów na śniegu i otoczenia związanego ze śniegiem.